# Herrarnas masstart vid världsmästerskapen i skidskytte 2013
Herrarnas masstart vid skidskytte-VM 2013 avgjordes söndagen den 17 februari 2013 kl. 15:00 (CET) i Nové Město na Moravě i Tjeckien.
Detta var herrarnas sista tävling på världsmästerskapen. Distansen var 15 km och det var totalt fyra skjutningar: liggande + liggande + stående + stående. Vid varje missat skott bestraffades man med en straffrunda.
Världsmästare blev norrmannen Tarjei Bø före Anton Sjipulin och Emil Hegle Svendsen.

## Tidigare världsmästare
| År   | Ort             | Mästare              |
| ---- | --------------- | -------------------- |
| 2007 | Antholz         | Michael Greis        |
| 2008 | Östersund       | Emil Hegle Svendsen  |
| 2009 | Pyeongchang     | Dominik Landertinger |
| 2010 | Chanty-Mansijsk | Tävlades inte i      |
| 2011 | Chanty-Mansijsk | Emil Hegle Svendsen  |
| 2012 | Ruhpolding      | Martin Fourcade      |

## Resultat
| Placering | Namn                   | Land      | Tid     | Straffrundor (L + L + S + S) | Straffrundor (L + L + S + S) |
| --------- | ---------------------- | --------- | ------- | ---------------------------- | ---------------------------- |
| 1         | Tarjei Bø              | Norge     | 49.43,0 | 0                            | (0 + 0 + 0 + 0)              |
| 2         | Anton Sjipulin         | Ryssland  | + 3,7   | 1                            | (0 + 0 + 1 + 0)              |
| 3         | Emil Hegle Svendsen    | Norge     | + 7,4   | 1                            | (0 + 1 + 0 + 0)              |
| 4         | Ondřej Moravec         | Tjeckien  | + 10,4  | 1                            | (0 + 0 + 1 + 0)              |
| 5         | Erik Lesser            | Tyskland  | + 12,8  | 1                            | (1 + 0 + 0 + 0)              |
| 6         | Dominik Landertinger   | Österrike | + 16,7  | 1                            | (0 + 0 + 1 + 0)              |
| 7         | Jean-Guillaume Béatrix | Frankrike | + 19,6  | 2                            | (1 + 0 + 1 + 0)              |
| 8         | Björn Ferry            | Sverige   | + 22,5  | 0                            | (0 + 0 + 0 + 0)              |
| 9         | Simon Fourcade         | Frankrike | + 36,3  | 2                            | (1 + 0 + 1 + 0)              |
| 10        | Martin Fourcade        | Frankrike | + 36,8  | 2                            | (0 + 1 + 0 + 1)              |